# Condado de Shelby (Illinois)
El condado de Shelby es un condado estadounidense, situado en el estado de Illinois. Según el censo de los Estados Unidos de 2000, la población es de 22 893 habitantes. La cabecera del condado es Shelbyville. 

## Geografía
Según la Oficina del Censo de los Estados Unidos, el condado tiene un área total de 1989 km² (768 millas²). De éstas 1966 km² (759 mi²) son de tierra y  26 km² (10 mi²) son de agua.   

### Colindancias
- Condado de Macon - norte
- Condado de Moultrie - noreste
- Condado de Coles - este
- Condado de Cumberland - este
- Condado de Effingham - sur
- Condado de Fayette - sur
- Condado de Montgomery - suroeste
- Condado de Christian - oeste

## Historia
El Condado de Shelby se separó del condado de condado de Fayette  en 1827, su nombre es en honor de Isaac Shelby, gobernador de Kentucky y héroe de la Guerra de Independencia de los Estados Unidos.

## Demografía
Según el censo del año 2000, hay 22 893 personas, 9056 cabezas de familia, y 6502 familias que residen en el condado. La densidad de población es de 12 hab/km² (30 hab/mi²). La composición racial tiene:
- 98.46% Blancos (No Hispanos)
- 0.48% Hispanos (Todos los tipos)
- 0.15% Negros o Negros Americanos (No Hispanos)
- 0.14% Otras razas (No Hispanos)
- 0.19% Asiáticos (No Hispanos)
- 0.41% Mestizos (No Hispanos)
- 0.21% Nativos Americanos (No Hispanos)
- 0.04% Isleños (No Hispanos)

Hay 9056 cabezas de familia, de los cuales el 31% tienen menores de 18 años viviendo con ellos, el 61.20% son parejas casadas viviendo juntas, el 7.10% son mujeres que forman una familia monoparental (sin cónyuge), y 28.20% no son familias. El tamaño promedio de una familia es de 2.99 miembros.
En el condado el 25% de la población tiene menos de 18 años, el 7.6% tiene de 18 a 24 años, el 26.2% tiene de 25 a 44, el  23.4% de 45 a 64, y el 17.80% son mayores de 65 años. La edad media es de 39 años. Por cada 100 mujeres hay 97.50 hombres. Por cada 100 mujeres mayores de 18 años hay 94.70 hombres.
Tabla de la evolución demográfica:
|       | 1900   | 1910   | 1920   | 1930   | 1940   | 1950   | 1960   | 1970   | 1980   | 1990   | 2000   |
| ----- | ------ | ------ | ------ | ------ | ------ | ------ | ------ | ------ | ------ | ------ | ------ |
| TOTAL | 32 126 | 31 693 | 29 601 | 25 471 | 26 290 | 24 434 | 23 404 | 22 589 | 23 923 | 22 261 | 22 893 |

## Economía
Los ingresos medios de un cabeza de familia el condado es de $37 313 y el ingreso medio familiar es $44 372. Los hombres tienen unos ingresos medios de $31 904 frente a $21 075 de las mujeres. El ingreso per cápita del condado es de $17 313. El 9.10% de la población y el 6.50% de las familias están debajo de la línea de pobreza. Del total de gente en esta situación, 11.90% tienen menos de 18 y el 9.80% tienen 65 años o más.

## Ciudades y pueblos
| - Cowden - Findlay - Herrick - Mowequa - Oconee - Shelbyville | - Sigel - Stewardson - Strasburg - Tower Hill - Windsor |

### Lugares designados por el censo
| - Dollville - Duvall - Fancher - Henton - Herborn | - Hinton - Kingman - Middlesworth - Mode - Radford | - Westervelt - Yantisville |